# Gott sein
Gott Sein (Dansk: "At være Gud") er den første single fra tyske metal-band Megaherz, og er fra deres første album, Wer Bist Du?. Sangen, betragtes som en af deres mest berømte.[kilde mangler]

## Spor
1. "Gott sein (Radio Edit)"
2. "Gott sein (Blemish's Buss & Bet Mix)"
3. "Gott sein (Take off Mix)"
4. "Gott sein (Blemish's auf die Mütz Mix)"